# Protapes ziczac
Protapes ziczac is een tweekleppigensoort uit de familie van de Veneridae. De wetenschappelijke naam werd gepubliceerd in 1758 door Carl Linnaeus in de tiende editie van Systema naturae.